# Кански филмски фестивал
Кански филмски фестивал (фр. Le Festival International du Film de Cannes) се одржава сваке године у граду Кану на југу Француске још од 1946. На фестивалу се приказују нови филмови свих жанрова, укључујући и документарне филмове, из целог света. Он је један од најпрестижнијих и најпопуларнијих филмских фестивала у свету. Фестивалу се може присуствовати само са позивницом, а одржава се једном годишње (обично у мају) у Палати фестивала и конгреса.
Најпрестижнија награда (за најбољи филм) је Златна палма (фр. Palme d'Or), коју је, између осталих, и два пута примио српски режисер Емир Кустурица. Филмски фестивал у Кану је први пут одржан од 20. септембра до 5. октобра 1946 у Кану.
Дана 1. јула 2014. саоснивач и бивши шеф француског ТВ Канала Плус Пјер Лескјур преузео је дужност председника фестивала. Француска је такође домаћин своје националне филмске награде Цезар, што се уједно сматра да је француски еквивалент америчког Оскара.
То је један од филмских фестивала „Велике петорке“, поред Венецијанског филмског фестивала у Италији, Међународног филмског фестивала у Берлину у Немачкој, Међународног филмског фестивала у Торонту у Канади и Филмског фестивала Санденс у Сједињеним Државама. Велика петорка је међународно призната, јер даје ствараоцима уметничку слободу да се изразе кроз филм. FIAPF је 1951. године формално акредитовао фестивал.

## Историја
Филмски фестивал у Кану има своје корене у касним 1930-им када је Жан Зе, тадашњи министар националног образовања Француске, на предлог Филипеа Ерлангера и уз подршку Британаца и Американаца, основао међународни кинематографски фестивал. Године 1947, фестивал је био одржан под називом Festival du film de Cannes, где су били представљени филмови из шеснаест земаља. У то време био је уведен принцип једнакости, са жиријем састављеним од само једног представника по земљи. Фестивал се сада одржава у Palais des Festivals, палати посебно изграђена за ту прилику, иако је током свечаности отварања 1949. кров био недовршен и урушио се током олује. Фестивал није био одржан 1948. и 1950. због буџетских проблема. Иако је на самом почетку француска жеља била да се фестивал одржава у јесен како би се натецали с филмским фестивалом у Венецији, 1951. Кан је померио одржавање у пролеће како би избегли овај сукоб.
Године 1955, створена је Златна палма, која замењује Grand Prix du Festival који је одржаван све до те године. Долорес дел Рио је 1957. била прва жена члан жирија као члан Sélection officielle. Филмски маркет је основан 1959. године, дајући фестивалу комерцијални карактер и олакшавајући размену између продаваца и купаца у филмској индустрији. Данас је то постало прва међународна платформа за филмску трговину. Недеља међународних критичара је уведена 1962. године. Њу је основала Унија француских филмских критичара као прва паралелна секција филмског фестивала. Циљ је био да се прикажу најбоља дела режисера из целог свијета, и да се не подлегне комерцијалним стремљењима. У знак сећања на француског режисера Жана Кокта након његове смрти 1965. године, он је именован доживотним почасним председником. У наредној години, Оливија де Хевиленд је именована као прва жена председница фестивала.
Дана 19. маја 1968, фестивал је био обустављен, пошто су неки режисери, као што су Карлос Саура i Miloš Forman, povukli svoje filmove iz konkurencije. Дана 18. maja, режисер Луј Мал заједно са групом режисера заузео је велику салу Палаиса и прекинуо пројекције у знак солидарности са штрајком ученика и радника који су се одржавали широм Француске, и у знак протеста због смене тадашњег председника Cinémathèque Française. Филмски ствараоци су успели да врате председника, али су исте године основали Друштво филмских режисера (SRF). SRF је 1969, на челу са Пјер-Енри Делом основао Directors' Fortnight, нову секцију ван конкуренције која представља избор филмова из целог света, одабраних независно од званичног одабира филмова.
Током 1970-их, важне промене су се догодиле на фестивалу. Роберт Фавр Ле Брет је 1972. именован новим председником, а Морис Беси генералним директором. Он је одмах увео важну промену у одабиру филмова учесника. Све до тог времена, у различитим земљама бирани су филмови који су били представљани на фестивалу. Беси је основао једну комисију за одабир француских филмова, а другу за одабир страних филмова. Жил Жакоб је 1978. преузео позицију председника, и увео је награду Златна камера као и секцију Посебан изглед. Остале промене су биле смањење дужине фестивала на тринаест дана, чиме се смањио број одабраних филмова; такође, до тада жири је био састављан од стране филмских академика, а Жакоб је почео да уводи личности и професионалце из филмске индустрије.
Нова, много већа Палата фестивала и конгреса је изграђена 1983. и постала је нови домаћин фестивала. Добила је надимак „Бункер” што је изазвало бројне реакције против тога. Пјер Виот је 1984. заменио Роберта Фавр Ле Брета као председника фестивала.
Тек 1995. Жил Жакоб је основао последњу секцију службеног избора: Кинематографску фондацију. Његов циљ је био да подржи стварање филмске уметности у свету и да допринесе уласку нових писаца сценариста у круг славних личности. Фондација је завршена 2000. године сa La Résidence, а 2005. са L'Atelier. Садашњи председник фестивала, Жил Жакоб, именован је 2000, а 2002. фестивал је службено добио назив Festival de Cannes.

## Утицај
Фестивал је постао важна реклама за европске филмове. Џил Форбс и Сара Стрит тврде у књизи Европска кинематографија: Увод, да је Кан „постао ... изузетно важан за критичке и комерцијалне интересе и за европске покушаје продаје филмова на основу њиховог уметничког квалитета”. Форбс и Стрит такође истичу да, заједно с другим фестивалима као што су Филмски фестивал у Венецији и Берлински филмски фестивал, Кан нуди прилику да се прикаже слика једне земље и филма и генерално узгаја идеју да је европска кинематографија „умјетност”.
Осим тога, с обзиром на снажну изложеност медијима, на фестивалу који је иначе затворен за јавност, присуствују многе филмске звезде и популарно је место за филмске продуценте који лансирају њихове нове филмове и покушавају да их продају дистрибутерима који долазе из свих крајева света.

## Фестивал
Филмски фестивал у Кану се дели на неколико делова:
- Главно такмичење: двадесет филмова се бори за Златну палму.Филмови се пуштају у Théâtre Lumière.
- Un Certain Regard - двадесет филмова изабраних из различитих земаља. Пуштају се у Salle Debussy.
- Филмови који се не такмиче, али се такође пуштају у Salle Debussy.
- Cinéfondation - око педесет кратких филмова и филмова средње дужине из филмских школа широм света. Пуштају се у Salle Buñuel.
- Краткометражни филмови - такмичење за Златну палму за најбољи кратки филм. Филмови се пуштају у позориштима Debussy и Buñuel.

## Награде
Главна награда је ’’Златна палма’’ („Palme d'Or") која се додељује за најбољи филм. Златна палма је први пут додељена 1955. Од 1939 до 1954 је главна награда била Велика награда („Grand Prix du Festival International du Film"), као и од 1964 до 1974.
- Palme d'Or - Златна палма
- Grand Prix - Велика награда
- Prix du Jury - Награда жирија
- Palme d'Or du court métrage - Најбољи кратки филм
- Prix d'interprétation féminine - Најбоља глумица
- Prix d'interprétation masculine - Најбољи глумац
- Prix de la mise en scène - Најбољи режисер
- Prix du scénario - Најбољи сценарио

## Друге награде
- Prix Un Certain Regard - додељује се младим талентованим режисерима који имају иновативне и оригиналне радове.
- Cinéfondation - награда за најбољи студентски филм
- Caméra d'Or - бира се најбољи дебитантски филм